# Liste der denkmalgeschützten Objekte in Steinbrunn
Die Liste der denkmalgeschützten Objekte in Steinbrunn enthält die 9 denkmalgeschützten, unbeweglichen Objekte der Gemeinde Steinbrunn.

## Denkmäler
| Foto  |                 | Denkmal | Standort                                        | Beschreibung | Metadaten |
| ----- | --------------- | --- | ----------------------------------------------- | --- | --- |
| ja    | Datei hochladen | Figurenbildstock, Marienkrönung HERIS-ID: 30407 Objekt-ID: 27151                                                     | vor Bauerngasse 13 Standort KG: Steinbrunn      | Eine schlanke Weinlaubsäule mit der Marienkrönung und vier Sockelfiguren (Hll. Antonius, Rochus, Rosalia und Anna); datiert mit 1680.                                                                                  | BDA-Hist.: Q37933511 Status: § 2a Stand der BDA-Liste: 2025-06-30 Name: Figurenbildstock, Marienkrönung GstNr.: 181                                                                  |
| ja    | Datei hochladen | Figurenbildstock, Antonisäule HERIS-ID: 30406 Objekt-ID: 27150                                                       | vor Bauerngasse 4 Standort KG: Steinbrunn       | Die im Ortsgebiet aufgestellte Antonisäule stammt aus der Zeit um 1730 und wurde 1956 restauriert. | BDA-Hist.: Q37933494 Status: § 2a Stand der BDA-Liste: 2025-06-30 Name: Figurenbildstock, Antonisäule GstNr.: 252                                                                    |
| ja BW | Datei hochladen | Sühnekreuz HERIS-ID: 57395 Objekt-ID: 67404seit 2017                                                                 | Angergasse 8, gegenüber Standort KG: Steinbrunn | | BDA-Hist.: Q38076290 Status: Bescheid Stand der BDA-Liste: 2025-06-30 Name: Sühnekreuz GstNr.: 2649/97                                                                               |
| ja    | Datei hochladen | Bildstock, Pestkreuz HERIS-ID: 30408 Objekt-ID: 27152                                                                | Hornsteiner Straße Standort KG: Steinbrunn      | Das steinerne Pestkreuz am östlichen Ortsrand ist mit 1662 bezeichnet. | BDA-Hist.: Q37933527 Status: § 2a Stand der BDA-Liste: 2025-06-30 Name: Bildstock, Pestkreuz GstNr.: 1092/2                                                                          |
| ja    | Datei hochladen | Jagdschloss Stinkenbrunn/Fasanerie HERIS-ID: 30404 Objekt-ID: 27148                                                  | Jagdhaus 1 Standort KG: Steinbrunn              | Ein einfacher Bau mit überhöhtem Mittelrisalit aus dem Ende des 18. Jahrhunderts, welcher den Esterházy als Jagdschloss diente.                                                                                        | BDA-Hist.: Q37933436 Status: Bescheid Stand der BDA-Liste: 2025-06-30 Name: Jagdschloss Stinkenbrunn/Fasanerie GstNr.: 1869 Jagdschloss Stinkenbrunn                                 |
| ja    | Datei hochladen | Kath. Pfarrkirche, Zum hl. Kreuz HERIS-ID: 30333 Objekt-ID: 27076                                                    | Kirchengasse 30 Standort KG: Steinbrunn         | Die Pfarrkirche, ein im Kern gotischer Bau des Frühbarocks, auf einer Anhöhe über der Ortschaft wurde nach der Zerstörung 1683 im Zuge der Türkenkriege 1686 wieder aufgebaut. Der Hochaltar stammt aus dem Jahr 1687. | BDA-Hist.: Q23681086 Status: § 2a Stand der BDA-Liste: 2025-06-30 Name: Kath. Pfarrkirche, Zum hl. Kreuz GstNr.: 2438 Pfarrkirche zum heiligen Kreuz, Steinbrunn                     |
| ja    | Datei hochladen | Steinbrunn - Anlage ehem. Karner und Kalvarienberg mit Friedhofskreuz und zwei Grabsteinen HERIS-ID: 243388seit 2023 | Kirchengasse 30, bei Standort KG: Steinbrunn    | | BDA-Hist.: Q119231279 Status: Bescheid Stand der BDA-Liste: 2025-06-30 Name: Steinbrunn - Anlage ehem. Karner und Kalvarienberg mit Friedhofskreuz und zwei Grabsteinen GstNr.: 2439 |
| ja    | Datei hochladen | Hauszeichen HERIS-ID: 30402 Objekt-ID: 27146                                                                         | Untere Hauptstraße 11 Standort KG: Steinbrunn   | | BDA-Hist.: Q37933419 Status: § 2a Stand der BDA-Liste: 2025-06-30 Name: Hauszeichen GstNr.: 1                                                                                        |
| ja    | Datei hochladen | Bildstock, ehem. Sebastianspfeiler HERIS-ID: 30405 Objekt-ID: 27149                                                  | Zillingtaler Straße Standort KG: Steinbrunn     | Datiert mit 1731; die Figur ist neu. Anmerkung: Standort näherungsweise angegeben (im Umkreis von rund 250 m an der Straße nach Zillingtal).                                                                           | BDA-Hist.: Q37933457 Status: § 2a Stand der BDA-Liste: 2025-06-30 Name: Bildstock, ehem. Sebastianspfeiler GstNr.: 2878                                                              |

## Ehemalige Denkmäler
| Foto |                 | Denkmal                                                     | Standort                                       | Beschreibung | Metadaten                                                                                               |
| ---- | --------------- | ----------------------------------------------------------- | ---------------------------------------------- | --- | --- |
| ja   | Datei hochladen | Barocker Grabstein HERIS-ID: 30409 Objekt-ID: 27153bis 2022 | Kirchengasse, Friedhof Standort KG: Steinbrunn | Ein Grabstein mit Reliefschmuck vor dem Karner, datiert mit 1663 (die Datierung befindet sich auf der Rückseite). Anmerkung: Kein Abgang, sondern andere Fassung des Schutzobjekts: nunmehr unter dem Eintrag Anlage ehem. Karner etc. subsumiert. | BDA-Hist.: Q37933543 Status: § 2a Stand der BDA-Liste: 2022-07-01 Name: Barocker Grabstein GstNr.: 2439 |